# Bill Nicholson

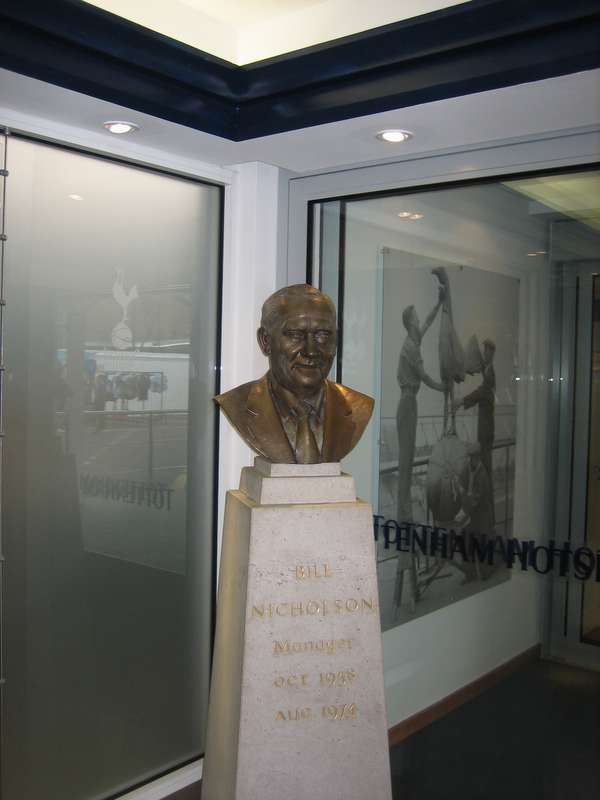
Popiersie Billa Nicholsona na terenie White Hart Lane

William Edward (Bill) Nicholson (ur. 26 stycznia 1919, Scarborough, Yorkshire; zm. 23 października 2004 w Hertfordshire) – angielski piłkarz i trener, mistrz Anglii, zdobywca Pucharu Zdobywców Pucharów i Pucharu UEFA.
Był od 16 roku życia związany z klubem Tottenham Hotspur. Podczas II wojny światowej służył w wojsku jako instruktor wychowania fizycznego. Powrócił do pierwszego składu Tottenhamu w 1946, był środkowym pomocnikiem, przesuniętym w kolejnych latach na prawe skrzydło. W sezonie 1950/1951 zdobył wraz z klubem mistrzostwo Anglii.
19 maja 1951 debiutował w reprezentacji narodowej, w meczu z Portugalią; mimo udanego występu - już 19 sekund po wejściu na boisku, w pierwszym swoim kontakcie z piłką, zdobył bramkę - był to jego jedyny mecz w zespole narodowym. Na przeszkodzie reprezentacyjnej karierze stanęły kontuzje, silna konkurencja (jego rywalem do miejsca w składzie był słynny Billy Wright) oraz fakt, że wielokrotnie nad reprezentowanie kraju przedkładał występy w klubie.
Jeszcze jako zawodnik ukończył w federacji angielskiej kurs trenerski i został włączony do sztabu szkoleniowego Tottenhamu. W 1955 awansował na stanowisko głównego trenera, a 11 października 1958 - na menedżera zespołu. Doprowadził Tottenham do serii sukcesów - w 1961 klub świętował dublet, mistrzostwo i Puchar Anglii (pierwsze takie osiągnięcie w lidze angielskiej w XX wieku), 1962 Puchar Anglii został obroniony, a w europejskim Pucharze Mistrzów osiągnięto półfinał (porażka z Benficą). W 1963 Tottenham jako pierwszy klub angielski zdobył jeden z europejskich pucharów - Puchar Zdobywców Pucharów, po efektownym zwycięstwie nad hiszpańskim Atletico Madryt w finale (5:1). W kolejnych latach sukcesów było nieco mniej, jednak osiągnięto m.in. po raz trzeci Puchar Anglii (1967), dwukrotnie Puchar Ligi Angielskiej (1970 i 1973), wreszcie Puchar UEFA (1972, w pierwszych rozgrywkach pod tą nazwą, w miejsce dotychczasowego Pucharu Miast Targowych).
Sukcesy Tottenhamu miały swoją cenę; styl gry uchodził za wyjątkowo brutalny, o czym przekonali się m.in. piłkarze Górnika Zabrze w I rundzie Pucharu Mistrzów w 1962. W pierwszym pojedynku pucharowego dwumeczu Górnik (wyjątkowo na stadionie w Chorzowie) prowadził po 50 minutach już 4:0; zespół angielski w odpowiedzi przyjął taktykę ostrego faulowania, co spowodowało poważne kontuzje dwóch piłkarzy Górnika (Jana Kowalskiego i Jerzego Musiałka). Wobec niemożności dokonania zmian (ówczesny regulamin nie dopuszczał jeszcze takiej sytuacji) polski zespół kończył mecz w osłabieniu i stracił dwie bramki. Mimo końcowego zwycięstwa 4:2 Górnik odpadł po wysokiej porażce w rewanżu (1:8).
We wrześniu 1974 Nicholson zrezygnował z pracy w Tottenhamie i przeniósł się do West Ham United, gdzie był asystentem pierwszego trenera. W 1976 powrócił do Tottenhamu na stanowisko doradcy szkoleniowego, zajmował się m.in. wyszukiwaniem talentów do gry w drużynie. Za jego namową w Tottenhamie grali m.in. Graham Roberts, Tony Galvin, Gary Mabbutt.
W 1991 Nicholsona uhonorowano tytułem prezydenta klubu, a w 1999 ulicę prowadzącą na stadion Tottenhamu nazwano jego nazwiskiem (Bill Nicholson Way).